# 1966 w filmie
Wydarzenia filmowe w 1966 roku.

## Wydarzenia
- Powołano Stowarzyszenie Filmowców Polskich

## Premiery

### Filmy polskie
- 8 listopada – Bumerang – reż. Leon Jeannot
- 13 maja – Pieczone gołąbki – reż. Tadeusz Chmielewski
- 1 września – Don Gabriel – reż. Ewa i Czesław Petelscy
- 19 września – Piekło i niebo – reż. Stanisław Różewicz
- 4 października – Marysia i Napoleon – reż. Leonard Buczkowski
- 14 października – Ktokolwiek wie... – reż. Kazimierz Kutz
- 25 października – Cierpkie głogi – reż. Janusz Weychert
- 18 listopada – Bariera – reż. Jerzy Skolimowski
- 25 listopada – Kochankowie z Marony – reż. Jerzy Zarzycki
- 2 grudnia – Zejście do piekła  – reż. Zbigniew Kuźmiński
- 25 grudnia – Szyfry – reż. Wojciech Jerzy Has

### Filmy zagraniczne
- Django – reż. Sergio Corbucci (Franco Nero)
- Dobry, zły i brzydki – reż. Sergio Leone (Clint Eastwood)
- Fantastyczna podróż (The Fantastic Voyage) – reż. Richard Fleischer (wyst. Donald Pleasence, Raquel Welch)
- Franciszek z Asyżu (Francesco d’Assisi) – reż. Liliana Cavani
- Colorado (La resa dei conti) – reż. Sergio Sollima (Lee Van Cleef, Tomás Milián)
- Navajo Joe – reż. Sergio Corbucci (Burt Reynolds)
- Persona – reż. Ingmar Bergman (wyst. Bibi Andersson, Liv Ullmann)
- Pociągi pod specjalnym nadzorem (Ostře sledované vlaky) – reż. Jiří Menzel
- Powiększenie (Blowup) – reż. Michelangelo Antonioni (wyst. David Hemmings, Vanessa Redgrave)
- Ruchomy cel (Harper) – reż. Jack Smight (wyst. Paul Newman, Lauren Bacall, Pamela Tiffin)
- Star Trek: Seria oryginalna – premiera pierwszego odcinka serialu (The Man Trap) w telewizji NBC.
- Ringo Kid (Stagecoach) – reż. Gordon Douglas (wyst. Ann-Margret, Red Buttons, Mike Connors, Alex Cord, Bing Crosby)
- Czarodziej snów (El mago de los sueños) – reż. Francisco Macián
- Matka rodu
- Pion

## Nagrody filmowe
- Oskary
  - Najlepszy film – Oto jest głowa zdrajcy (A Man for All Seasons)
  - Najlepszy aktor – Paul Scofield (Oto jest głowa zdrajcy)
  - Najlepsza aktorka – Elizabeth Taylor – (Kto się boi Virginii Woolf?)
  - Wszystkie kategorie: Oskary w roku 1966
- Festiwal w Cannes
  - Złota Palma: Pietro Germi – Panie i panowie ( Signore & signori)
- Międzynarodowy Festiwal Filmowy w Berlinie
  - Złoty Niedźwiedź: Roman Polański – Matnia

## Urodzili się
- 1 stycznia – Tomasz Solarewicz, polski scenarzysta
- 12 lutego – Dorota Segda, polska aktorka
- 20 lutego – Cindy Crawford, modelka i aktorka
- 25 lutego – Téa Leoni, amerykańska aktorka
- 15 marca – Dorota Chotecka, polska aktorka
- 8 kwietnia – Robin Wright Penn, amerykańska aktorka
- 9 kwietnia – Cynthia Nixon, amerykańska aktorka
- 10 kwietnia – Artur Żmijewski, polski aktor filmowy i telewizyjny
- 21 maja – Brando Giorgi, włoski aktor telewizyjny, teatralny i filmowy, model
- 26 maja – Helena Bonham Carter, brytyjska aktorka
- 8 czerwca – Julianna Margulies, amerykańska aktorka
- 14 czerwca – Traylor Howard, amerykańska aktorka
- 22 czerwca – Emmanuelle Seigner, fransuska aktorka
- 27 czerwca – J.J. Abrams, amerykański reżyser i producent
- 28 czerwca:
  - Mary Stuart Masterson, amerykańska aktorka
  - John Cusack, amerykański aktor
- 30 czerwca – Marton Csokas, nowozelandzki aktor
- 14 lipca – Matthew Fox, amerykański aktor
- 15 lipca – Irène Jacob, francuska aktora
- 14 sierpnia – Halle Berry, amerykańska aktorka
- 2 września – Salma Hayek, meksykańska aktorka
- 9 września – Adam Sandler, amerykański aktor
- 2 listopada – David Schwimmer, amerykański aktor
- 17 listopada:
  - Sophie Marceau, francuska aktorka
  - Daisy Fuentes, amerykańska aktorka i modelka
- 21 grudnia – Kiefer Sutherland, amerykański aktor
- 27 grudnia – Rafał Królikowski, polski aktor

## Zmarli
- 23 stycznia – Konstanty Krugłowski, polski aktor (ur. 1885)
- 1 lutego – Buster Keaton, amerykański aktor i reżyser
- 23 lipca – Montgomery Clift, amerykański aktor
- 15 grudnia – Walt Disney, amerykański producent filmów animowanych
- Nina Niovilla – pierwsza polska reżyserka